# Mikael Kristersson
Lars Mikael Kristersson, född 1 mars 1947 i Falsterbo församling, är en svensk filmfotograf och regissör av dokumentärfilm.

## Biografi
Mikael Kristersson växte upp i Falsterbo på en släktgård som gått i arv sedan 1700-talet, belägen några hundra meter från Falsterbo fågelstation. Han fascinerades tidigt av djur och natur och det exceptionella flyttfågelsträcket över Falsterbonäset.
Kristersson började amatörfilma redan som 13-åring och levererade sina första 16-mm-filminslag till skolteveprogram i slutet av 1960-talet. Hans första egna TV-film Måkläppen visades i SVT 1973. Kristersson genomgick Dramatiska Institutets filmfotografutbildning i Stockholm 1973–1975 och har sedan dess arbetat med film på heltid, främst med egna dokumentärer för TV men också som filmfotograf och redigerare på andra produktioner och specialfoto för spelfilmer/TV-teater.
Kristerssons första biograflanserade långfilm Pica pica (1987) hade stora framgångar både i Sverige och utomlands, filmen utsågs bland annat till ”Årets överraskning” vid festivalen Cinema du Reel i Paris.
För kortfilmsserierna Fågelnära och Människonära tilldelades Kristersson Sveriges Televisions pris Guldantennen för bästa frilansproduktion 1988. Även filmen Carl G. Johansson, porträtt av en vagabond (1992) festivalbelönades. Hans andra långfilm, guldbaggenominerade och kritikerrosade Falkens öga (1998), fick en miljonpublik vid bio/TV-visningarna och inbjöds till ett trettiotal filmfestivaler världen över. Filmen vann bland annat huvudpriserna på dokumentärfilmsfestivalerna i München, Marseilles och vid Nordisk Panorama.
Kristerssons tredje långfilm Ljusår (2008) utsågs till "Årets bästa svenska film, alla kategorier" av Sydsvenskans Jan Aghed, blev Sveriges nominering till Nordiska rådets filmpris 2009 och vann förstapriset på vetenskapsfestivalen Mostra de Ciencia e Cinema i Spanien samma år.

## Natur- och miljövårdsengagemang
Kristersson blev medlem i Naturskyddsföreningen (SNF) som 11-åring och började tidigt delta i Falsterbo fågelstations ringmärkningsverksamhet. Miljöengagemanget tog fart när han under 1970 engagerade sig för att rädda järnvägen Falsterbo- Malmö och tog initiativ till bildandet Falsterbonäsets Naturvårdsföreningen. Under åren har han varit tidvis styrelsemedlem, sekreterare och ordförande i denna lokalavdelning av SNF. 1995 tilldelades Kristersson Vellinge kommuns miljöpris och 2013 Arne Schmitz Naturvårdspris, instiftat till Arne Schmitz minne av familjen Schmitz och Falsterbonäsets Naturvårdsförening.
Sedan några år arbetar Kristersson på uppdrag av bl.a. länsstyrelsen i Skåne med skyddsåtgärder för att rädda den unika kolonin av skärfläckor som häckar vid Flommen i Skanör. Mikael Kristersson tilldelades 2010 Region Skånes miljöpris med motiveringen: ”För ett långt och tålamodskrävande arbete för att förmedla kunskap och känslor förknippade med den skånska naturen i alla dess skeenden.”

## Filmografi
Måkläppen (1973)

Falsterborev (1976)

Saltholm – fält för flyg eller fåglar? (1977)

Det pågår (1978)

Molnets bröder - om bärnsten och bärnstenssnidare (1978)

Det stora sträcket (1979)

Gustaf Rudebeck – ett porträtt (1979)

Vildvuxet och ovårdat (1979)

Vårfridagen (1980)

Bo Svensson och strandskatorna (1981)

Holk 58: Talgoxe (1981)

12 inslag i barnprogram Det låter som det växer (1981)

När filmen blir verklighet (1981)

Olja på vågorna (1982)

Mellan hav och verklighet (1983)

Kaja, skata, kråka (1983)

Flyttfåglarnas olösta gåta (1983)

Inslag för The living planet (1984)

Delar av australisk film om tranor Gudarnas budbärare (1985)

Samling vid pumpen (1985)

Pica pica (1987)

Kortfilmsserie Fågelnära (1987)

Kortfilmsserie Människonära (1987)

Carl G. Johansson, porträtt av en vagabond (1992)

Falkens öga (1998)

Ljusår (2008)

Starens inre liv (2012)

Skärfläckan – svart på vitt (under produktion)

Diverse inslag i spelfilmer, TV-teater och nyhetsprogram